# Bell XFL Airabonita
Le Bell XFL Airabonita est un prototype d’avion de chasse embarqué, réalisé aux États-Unis par Bell Aircraft Corporation pour la United States Navy. Il s'agit de la version navalisée du Bell P-39 Airacobra utilisé depuis des bases à terre par les US Army Air Forces.

### Développement lié
- Bell P-39 Airacobra
- Bell P-63 Kingcobra